# Criaturas em Harry Potter

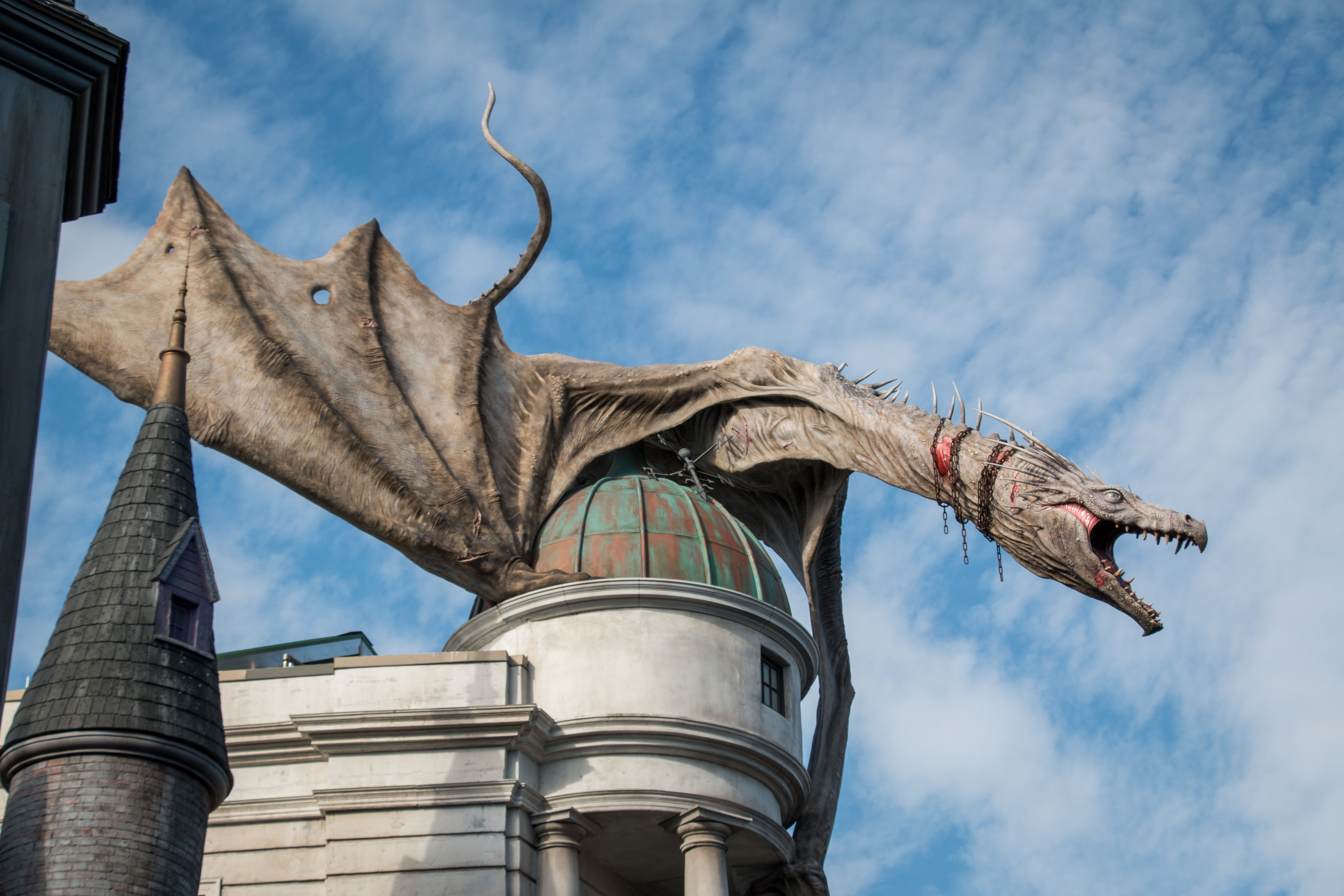
Dragão

A autora J. K. Rowling escreveu o livro Animais Fantásticos e Onde Habitam, um guia onde são listadas algumas dessas criaturas e seres mágicos que apareceram no decorrer dos livros, algumas derivam de folclores diversos que incluem mitologias como a grega e a egípcia. Aqui são listados somente aqueles que tiveram uma aparição importante na série, ou que são interessantes em demasia e o livro ou filme em que primeiro aparecem.
| Criatura BR/PT          | Nome original | Livro ou filme                          | Descrição (curta)                                                                     |
| ----------------------- | ------------- | --------------------------------------- | ------------------------------------------------------------------------------------- |
| Acromântula             | Acromantula   | Harry Potter e a Câmara Secreta         | Aranha gigante e capaz de falar                                                       |
| Basilisco               | Basilisk      | Harry Potter e a Câmara Secreta         | Cobra gigantesca, mata até pelo olhar                                                 |
| Bicho-papão / Sem-forma | Boggart       | Harry Potter e o Prisioneiro de Azkaban | Transformista que assume a forma do que mais a pessoa teme                            |
| Centauro                | Centaur       | Harry Potter e a Pedra Filosofal        | Metade cavalo e metade humano                                                         |
| Dementador              | Dementor      | Harry Potter e o Prisioneiro de Azkaban | Seres que sugam a felicidade de suas vítimas, são os guardas de Azkaban               |
| Dragão                  | Dragon        | Harry Potter e a Pedra Filosofal        | São extremamente perigosas, fibra do coração é usada como núcleo para varinhas        |
| Duende / Goblin         | Goblin        | Harry Potter e a Pedra Filosofal        | São os responsáveis pelo Gringotes, o banco dos bruxos                                |
| Elfo-doméstico          | House-elf     | Harry Potter e a Câmara Secreta         | São criados dos bruxos, só são libertados quando recebem uma peça de roupa            |
| Fantasma                | Ghost         | Harry Potter e a Pedra Filosofal        | Ao morrer não seguem a diante, permanecendo nos lugares que frequentaram quando vivos |
| Fênix                   | Fenix         | Harry Potter e a Câmara Secreta         | Suas lágrimas tem poder de cura, podem carregar muito peso e renascem das cinzas.     |
| Hipogrifo               | Hippogriff    | Harry Potter e o Prisioneiro de Azkaban | Animal com corpo de cavalo e cabeça de águia                                          |
| Lobisomem               | Werewolve     | Harry Potter e o Prisioneiro de Azkaban | Quando transformado, é um ser muito perigoso                                          |
| Pelúcio                 | Niffler       | Harry Potter e o Cálice de Fogo         | Procura coisas brilhantes                                                             |
| Seminviso / Deminguise  | Deminguise    | Harry Potter e as Relíquias da Morte    | É dito que seu pelo é usado para produzir capas da invisibilidade                     |
| Sereiano                | Merpeople     | Harry Potter e o Cálice de Fogo         | São assustadores, mas não agressivos                                                  |
| Tronquilho / Bodigaio   | Bowtruckle    | Harry Potter e a Ordem da Fênix         | Se alimenta de insetos, preferindo bichos-de-conta                                    |
| Testrálio               | Thestral      | Harry Potter e a Ordem da Fênix         | Só podem ser visto por quem já viu a morte                                            |